# Stora Dammtjärnen (Järnskogs socken, Värmland)
Stora Dammtjärnen är en sjö i Eda kommun i Värmland och ingår i Göta älvs huvudavrinningsområde. Sjöns area är 0,019 kvadratkilometer och den är belägen 231 meter över havet.